# La strana coppia (film)
La strana coppia (The Odd Couple) è un film del 1968 diretto da Gene Saks. Nel 2000 l'AFI lo ha inserito al diciassettesimo posto nella classifica delle migliori cento commedie americane di tutti i tempi. Tratto dall'omonima commedia di Neil Simon del 1965, ha rappresentato la definitiva consacrazione del duo Jack Lemmon/Walter Matthau come affiatata coppia comica del cinema americano.
Il film precede di un paio d'anni l'omonima serie televisiva con Tony Randall e Jack Klugman dell'ABC, durata 5 stagioni, dal 1970 al 1975. Nel 1998 il regista Howard Deutch ne diresse un séguito, La strana coppia II, anch'esso scritto da Neil Simon.

## Trama
Oscar Madison, giornalista sportivo, conduce un'esistenza da scapolo da quando si è separato dalla moglie. Disordinato e approssimativo, vive da solo in un appartamento trasandato, passando le serate a giocare a poker con gli amici Vinnie, Murray, Roy e Speed. La routine di Oscar viene sconvolta dall'arrivo di Felix Ungar, un amico appena lasciato dalla moglie e che è l'esatto opposto di Oscar: preciso in modo maniacale, ossessionato dall'ordine e dalla pulizia, pieno di allergie e di tic, e incapace di rassegnarsi alla fine del proprio matrimonio.
Dopo alcune settimane, non sopportando più la convivenza, Oscar obbliga Felix ad andarsene ma poco tempo dopo se ne pente e va a cercarlo per le strade di New York con gli amici, senza però trovarlo. Scopre poi che si trova a casa di Gwendolyn e Cecily, le vicine di appartamento di Oscar con le quali pochi giorni prima i due uomini avevano organizzato una cena mal riuscita. Oscar e Felix si riappacificano, ma Felix decide di non ritentare la convivenza e di rimanere ancora per qualche settimana dalle vicine, in attesa di trovare una nuova sistemazione altrove.

## Soggetto
Il film si ispira all'omonima commedia scritta da Neil Simon, andata in scena a Broadway nel 1965: interpretato da Walter Matthau (Oscar) e Art Carney (Felix), ebbe la sua prima al Plymouth Theatre il 10 marzo 1965, trasferendosi poi al Eugene O'Neill Theatre dove terminò il 2 luglio 1967 dopo 964 repliche. Matthau venne sostituito prima da Jack Klugman (nel novembre 1965) e in seguito da Pat Hingle (febbraio 1966); Carney venne rimpiazzato prima da Eddie Bracken (ottobre 1965) poi da Paul Dooley.

## Produzione
Per la versione cinematografica inizialmente per i ruoli dei due protagonisti vennero scelti Frank Sinatra (Felix) e Jackie Gleason (Oscar); in seguito uscirono anche i nomi di Dick Van Dyke (Felix) e Tony Randall (Oscar); un'altra coppia scelta era composta da Jack Klungman (che aveva sostituito Matthau a teatro) e Mickey Rooney (nella parte di Oscar).
Le riprese del film vennero interamente completate a New York. Le scene dell'appartamento di Oscar furono girate presso i Dorchester Apartments al civico 131 di Riverside Drive; la scena del tetto al civico 190 della medesima strada. La scena della panchina del parco venne girata presso il Soldiers' & Sailors' Memorial Monument a Riverside Park; la scena del Go Go Club in un locale di Manhattan.
La sequenza allo Shea Stadium venne girata la sera prima della vera gara tra i New York Mets e i Pittsburgh Pirates, che avvenne il 27 giugno 1967 (lo stadio venne poi demolito nel 2009).

## Distribuzione
La prima del film avvenne alla Radio City Music Hall di New York il 2 maggio 1968; venne quindi distribuito nelle sale cinematografiche statunitensi il 16 maggio successivo. In Italia la pellicola arrivò nelle sale nel novembre 1968.

## Riconoscimenti
- 1969 - Premio Oscar
  - Nomination Migliore sceneggiatura non originale a Neil Simon
  - Nomination Miglior montaggio a Frank Bracht
- 1969 - Golden Globe
  - Nomination Miglior film commedia o musicale
  - Nomination Miglior attore in un film commedia o musicale a Walter Matthau
  - Nomination Miglior attore in un film commedia o musicale a Jack Lemmon
- 1969 - Grammy Award
  - Nomination Miglior colonna sonora a Neal Hefti
- 1969 - Eddie Award
  - Nomination Miglior montaggio a Frank Bracht
- 1969 - DGA Award
  - Nomination Miglior regia a Gene Saks
- 1968 - Laurel Awards
  - Miglior commedia
  - Miglior performance comica maschile a Walter Matthau
  - Nomination Miglior performance comica maschile a Jack Lemmon
- 1969 - WGA Award
  - Miglior sceneggiatura a Neil Simon